# Aloísio José da Silva
Aloísio José da Silva, meglio noto solo come Aloísio (Atalaia, 27 gennaio 1975), è un ex calciatore brasiliano, di ruolo attaccante.

## Carriera

### Club
Cresciuto nelle giovanili del Clube de Regatas Brasil, la sua prima squadra importante è il Flamengo, che lo fa debuttare nel calcio professionistico brasiliano a 19 anni. Un rapido passaggio al Guarani e poi il trasferimento al Goiás, dove rimane per tre anni vincendo tre campionati statali.
Il Saint-Etienne lo nota e lo porta in Europa, dove realizza un buono score di 10 gol in 39 presenze. Nel 2001 è il Paris Saint-Germain, una delle grandi della Ligue 1, ad acquistare Aloisio, che anche qui tutto sommato non delude con 14 gol in 54 partite.
Nel 2003 si trasferisce in Russia, al Rubin Kazan, ma qui totalizza solo 19 presenze e 2 gol. L'infruttuoso prestito all'Atlético Paranaense induce il Rubin a venderlo in Brasile, al San Paolo.
Nel 2008 si trasferisce in Qatar per giocare con l'Al-Rayyan.

## Palmarès

### Club

#### Competizioni statali
- Campeonato Goiano: 3

Goiás: 1997, 1998, 1999
- Campeonato Paranaense: 1

Atlético Paranaense: 2005

#### Competizioni nazionali
- Campionato brasiliano: 2

San Paolo: 2006, 2007

#### Competizioni internazionali
- Copa de Oro: 1

Flamengo: 1996
- Coppa Intertoto UEFA: 1

PSG: 2001
- Coppa del mondo per club: 1

San Paolo: 2005

### Individuale
- Capocannoniere della Coppa Libertadores: 1

2006 (5 gol, a pari merito con Félix Borja, José Luis Calderón, Agustín Delgado, Sebastián Ereros, Ernesto Farías, Fernandão, Marcinho, Daniel Montenegro, Nilmar, Mariano Pavone, Jorge Quinteros, Patricio Urrutia e Washington)